# 伊東市立宇佐美小学校
伊東市立宇佐美小学校（いとうしりつ うさみしょうがっこう）は、静岡県伊東市宇佐美にある公立小学校。

## 沿革
- 1873年（明治6年）6月 - 「足柄県小学公立宇佐美学舎」創設[1]。
- 1876年（明治9年）4月 - 「静岡県小学公立宇佐美小学校」と改称[1]。
- 1879年（明治12年）10月 - 「加茂郡宇佐美学区立宇佐美小学校」と改称[1]。
- 1886年（明治19年）2月 - 「加茂郡東浦尋常小学校宇佐美分校」と改称[1]。
- 1887年（明治20年）7月 - 「村立東浦尋常小学校宇佐美分校」と改称[1]。
- 1889年（明治22年）8月 - 「加茂郡宇佐美学区公立宇佐美尋常小学校」と改称[1]。
- 1896年（明治29年）2月 - 「田方郡宇佐美村立宇佐美尋常小学校」と改称[1]。
- 1998年（明治31年）10月 - 「宇佐美尋常高等小学校」と改称[1]。
- 1941年（昭和16年）4月 - 「静岡県田方郡宇佐美国民学校」と改称[1]。
- 1947年（昭和22年）4月 - 「静岡県田方郡宇佐美村立宇佐美小学校」と改称[1]。
- 1955年（昭和30年）4月 - 「伊東市立宇佐美小学校」と改称[1]。
- 1964年（昭和39年）11月 - 校歌制定[1]。
- 1974年（昭和49年）3月 - 創立100周年記念祭[1]。

## 通学区域
- 宇佐美 全域[2]